# Magnus Aarbakke
Magnus Aarbakke (Tysnes, Hordaland, 14 de octubre de 1934-11de junio de 2025) fue un juez noruego.

## Biografía
Nació en Tysnes. Obtuvo el título de Dr. Juris en 1967 por la tesis Virksomhetsbegrepet i norsk skatterett y fue profesor en la Universidad de Oslo de 1968 a 1990. Se especializó en derecho mercantil y estuvo entre los editores de la revista Tidsskrift para rettsvitenskap entre 1974 y 2001. Después de dejar la cátedra trabajó como abogado durante algunos años y luego se desempeñó como magistrado de la Corte Suprema de 1994 a 2002. Es miembro de la Academia Noruega de Ciencias y Letras. El 31 de mayo de 1996, Aarbakke recibió un doctorado honorario de la Facultad de Derecho de la Universidad de Uppsala, Suecia.